# 维勒尼
维勒尼（法語：Villeny，法語發音：[vilni]）是法国卢瓦-谢尔省的一个市镇，位于该省东南部，属于罗莫朗坦-朗特奈区。

## 地理
维勒尼（47°37'22"N, 1°45'17"E）面积33.98 平方千米，位于法国中央-卢瓦尔河谷大区卢瓦-谢尔省，该省份为法国中北部省份，北起厄尔-卢瓦省，东北接卢瓦雷省，东南接谢尔省，南至安德尔省，西南接安德尔-卢瓦尔省，西北接萨尔特省。
与维勒尼接壤的市镇（或旧市镇、城区）包括：利尼勒里博、迪宗、圣西尔堡、索洛涅地区拉马罗勒、索洛涅地区蒙特里约、伊瓦勒马龙。
维勒尼的时区为UTC+01:00、UTC+02:00（夏令时）。

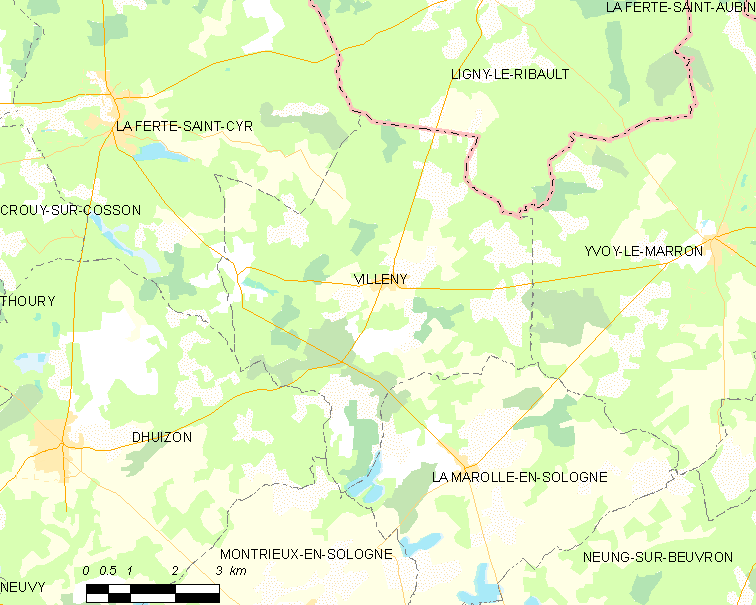
维勒尼的OSM定位图

## 行政
维勒尼的邮政编码为41220，INSEE市镇编码为41285。

## 政治
维勒尼所属的省级选区为尚博尔县。

## 人口

1962-2008年间维勒尼人口变化图示

维勒尼于2022年1月1日时的人口数量为494人。